# تشارلز ودكوك
تشارلز ودكوك (بالإنجليزية: Charles Woodcock)‏ هو كاتب ومؤلف أمريكي، ولد في 1 مايو 1850 في نيويورك في الولايات المتحدة، وتوفي بنفس المكان في 26 يونيو 1923.، اشتهر بأنه عشيق كارل الأول ملك فورتمبيرغ.